# Чемпіонат світу з пляжного футболу 2017 кваліфікація (Європа)
Кваліфікація на Чемпіонат світу з пляжного футболу 2017 серед європейських збірних — турнір, що проходив в Італії у місті Єзоло й визначив 4 команди, що кваліфікувалися на Чемпіонат світу з пляжного футболу 2017, який пройде на Багамських островах.

## Жеребкування
У поточному відборі візьмуть 28 збірних, це на одну більше ніж у попередньому.

Збірні було розділено на чотири кошики, відповідна з рейтингом, по сім команд у кожному. У кожній групі буде грати по одній збірній з кожного кошику. Жеребкування відбулося 3 серпня 2016 року.

| Кошик 1 - Португалія - Росія - Італія - Швейцарія - Іспанія - Україна - Угорщина | Кошик 2 - Франція - Білорусь - Німеччина - Англія - Польща - Греція - Чехія | Кошик 3 - Румунія - Азербайджан - Туреччина - Естонія - Австрія - Нідерланди - Норвегія | Кошик 4 - Молдова - Сербія - Болгарія - Казахстан - Данія - Грузія - Литва |

## Перший груповий етап
| Кольорові позначення                        |
| ------------------------------------------- |
| Збірна кваліфікувалася до другого раунду    |
| Збірна може кваліфікувати до другого рануду |
| Збірна втратила шанси на вихід з групи      |
| Збірна знялася зі змагань                   |

### Група А
| # | Команда    | Ігор | Пер | П+ | П+ | Пор | +  | -  | Різ | Очок |
| - | ---------- | ---- | --- | -- | -- | --- | -- | -- | --- | ---- |
| 1 | Італія (Г) | 3    | 3   | 0  | 0  | 0   | 19 | 11 | +8  | 9    |
| 2 | Туреччина  | 3    | 2   | 0  | 0  | 1   | 18 | 11 | +7  | 6    |
| 3 | Білорусь   | 3    | 1   | 0  | 0  | 2   | 11 | 6  | +5  | 3    |
| 4 | Сербія     | 3    | 0   | 0  | 0  | 3   | 5  | 25 | -20 | 0    |

(Г) - Господар 

(В) - Команда забезпечила участь у другому груповому етапі

### Група B
| # | Команда    | Ігор | Пер | П+ | П+ | Пор | +  | -  | Різ | Очок |
| - | ---------- | ---- | --- | -- | -- | --- | -- | -- | --- | ---- |
| 1 | Португалія | 3    | 3   | 0  | 0  | 0   | 34 | 1  | +33 | 9    |
| 2 | Молдова    | 3    | 2   | 0  | 0  | 1   | 10 | 18 | -8  | 6    |
| 3 | Англія     | 3    | 1   | 0  | 0  | 2   | 7  | 15 | -8  | 3    |
| 4 | Румунія    | 3    | 0   | 0  | 0  | 3   | 7  | 24 | -17 | 0    |

### Група C
| # | Команда   | Ігор | Пер | П+ | П+ | Пор | +  | -  | Різ | Очок |
| - | --------- | ---- | --- | -- | -- | --- | -- | -- | --- | ---- |
| 1 | Росія     | 3    | 3   | 0  | 0  | 0   | 16 | 6  | +10 | 9    |
| 2 | Німеччина | 3    | 1   | 1  | 0  | 1   | 12 | 12 | 0   | 5    |
| 3 | Казахстан | 3    | 1   | 0  | 0  | 2   | 6  | 11 | -5  | 3    |
| 4 | Норвегія  | 3    | 0   | 0  | 0  | 3   | 6  | 11 | -5  | 0    |

### Група D
| # | Команда    | Ігор | Пер | П+ | П+ | Пор | +  | -  | Різ | Очок |
| - | ---------- | ---- | --- | -- | -- | --- | -- | -- | --- | ---- |
| 1 | Швейцарія  | 3    | 3   | 0  | 0  | 0   | 33 | 1  | +32 | 9    |
| 2 | Греція     | 3    | 2   | 0  | 0  | 1   | 9  | 9  | 0   | 6    |
| 3 | Нідерланди | 3    | 1   | 0  | 0  | 2   | 4  | 17 | -13 | 3    |
| 4 | Литва      | 3    | 0   | 0  | 0  | 3   | 4  | 23 | -19 | 0    |

### Група E
| # | Команда | Ігор | Пер | П+ | П+ | Пор | +  | -  | Різ | Очок |
| - | ------- | ---- | --- | -- | -- | --- | -- | -- | --- | ---- |
| 1 | Іспанія | 3    | 3   | 0  | 0  | 0   | 18 | 4  | +14 | 9    |
| 2 | Польща  | 3    | 2   | 0  | 0  | 1   | 12 | 8  | +4  | 6    |
| 3 | Естонія | 3    | 1   | 0  | 0  | 2   | 9  | 10 | -1  | 3    |
| 4 | Данія   | 3    | 0   | 0  | 0  | 3   | 4  | 21 | -17 | 0    |

### Група F
| # | Команда | Ігор | Пер | П+ | П+ | Пор | +  | -  | Різ | Очок |
| - | ------- | ---- | --- | -- | -- | --- | -- | -- | --- | ---- |
| 1 | Україна | 2    | 2   | 0  | 0  | 0   | 17 | 5  | +12 | 6    |
| 2 | Чехія   | 2    | 1   | 0  | 0  | 1   | 7  | 13 | -6  | 3    |
| 3 | Грузія  | 2    | 0   | 0  | 0  | 2   | 9  | 15 | -6  | 0    |
| 4 | Австрія | —    | —   | —  | —  | —   | —  | —  | —   | —    |

### Група G
| # | Команда     | Ігор | Пер | П+ | П+ | Пор | +  | -  | Різ | Очок |
| - | ----------- | ---- | --- | -- | -- | --- | -- | -- | --- | ---- |
| 1 | Франція     | 3    | 3   | 0  | 0  | 0   | 17 | 11 | +6  | 9    |
| 2 | Азербайджан | 3    | 2   | 0  | 0  | 1   | 13 | 7  | +6  | 6    |
| 3 | Угорщина    | 3    | 0   | 0  | 1  | 2   | 15 | 20 | -5  | 1    |
| 4 | Болгарія    | 3    | 0   | 0  | 0  | 3   | 8  | 15 | -7  | 0    |

### Рейтинг кращих третіх місць
| # | Команда    | Гр | Ігор | Пер | П+ | П+ | Пор | +  | -  | Різ | Очок |
| - | ---------- | -- | ---- | --- | -- | -- | --- | -- | -- | --- | ---- |
| 1 | Білорусь   | A  | 2    | 0   | 0  | 0  | 2   | 3  | 5  | -2  | 0    |
| 2 | Угорщина   | G  | 2    | 0   | 0  | 0  | 2   | 10 | 15 | -5  | 0    |
| 3 | Грузія     | F  | 2    | 0   | 0  | 0  | 2   | 9  | 15 | -6  | 0    |
| 4 | Естонія    | E  | 2    | 0   | 0  | 0  | 2   | 3  | 9  | -6  | 0    |
| 5 | Казахстан  | C  | 2    | 0   | 0  | 0  | 2   | 3  | 10 | -7  | 0    |
| 6 | Англія     | B  | 2    | 0   | 0  | 0  | 2   | 1  | 11 | -10 | 0    |
| 7 | Нідерланди | D  | 2    | 0   | 0  | 0  | 2   | 1  | 15 | -14 | 0    |

## Другий груповий етап
Дві кращі збірні з кожної групи, а також дві кращі збірні які зайняли треті місця продовжать участь у другому раунді.
| Кольорові позначення                      |
| ----------------------------------------- |
| Збірна кваліфікувалася на Чемпіонат світу |

### Група I
| # | Команда         | Ігор | Пер | П+ | П+ | Пор | +  | -  | Різ | Очок |
| - | --------------- | ---- | --- | -- | -- | --- | -- | -- | --- | ---- |
| 1 | Італія (Г), (K) | 3    | 3   | 0  | 0  | 0   | 15 | 8  | +7  | 9    |
| 2 | Угорщина (B)    | 3    | 1   | 0  | 0  | 1   | 8  | 13 | -5  | 3    |
| 3 | Чехія (В)       | 3    | 1   | 0  | 0  | 2   | 10 | 13 | -3  | 3    |
| 4 | Німеччина (В)   | 3    | 1   | 0  | 0  | 2   | 12 | 13 | -1  | 3    |

(K) - Команда кваліфікувалася на чемпіонат світу

(Г) - Господар 

(В) - Команда втратила шанси на вихід до чемпіонату світу

### Група II
| # | Команда        | Ігор | Пер | П+ | П+ | Пор | +  | -  | Різ | Очок |
| - | -------------- | ---- | --- | -- | -- | --- | -- | -- | --- | ---- |
| 1 | Португалія (K) | 3    | 3   | 0  | 0  | 0   | 18 | 14 | +4  | 9    |
| 2 | Франція (В)    | 3    | 1   | 0  | 1  | 1   | 14 | 13 | +1  | 4    |
| 3 | Білорусь (B)   | 3    | 1   | 0  | 0  | 2   | 14 | 12 | +2  | 3    |
| 4 | Греція (В)     | 3    | 0   | 0  | 0  | 3   | 7  | 21 | -14 | 0    |

(K) - Команда кваліфікувалася на чемпіонат світу

(В) - Команда втратила шанси на вихід до чемпіонату світу

### Група III
| # | Команда     | Ігор | Пер | П+ | П+ | Пор | +  | -  | Різ | Очок |
| - | ----------- | ---- | --- | -- | -- | --- | -- | -- | --- | ---- |
| 1 | Польща (K)  | 3    | 3   | 0  | 0  | 0   | 12 | 7  | +5  | 9    |
| 2 | Росія (B)   | 3    | 2   | 0  | 0  | 1   | 15 | 11 | +6  | 6    |
| 3 | Україна (B) | 3    | 1   | 0  | 0  | 2   | 13 | 10 | +3  | 3    |
| 4 | Молдова (B) | 3    | 0   | 0  | 0  | 3   | 6  | 18 | -12 | 0    |

(K) - Команда кваліфікувалася на чемпіонат світу

(В) - Команда втратила шанси на вихід до чемпіонату світу

### Група IV
| # | Команда         | Ігор | Пер | П+ | П+ | Пор | +  | -  | Різ | Очок |
| - | --------------- | ---- | --- | -- | -- | --- | -- | -- | --- | ---- |
| 1 | Швейцарія (K)   | 3    | 2   | 1  | 0  | 0   | 21 | 15 | +6  | 8    |
| 2 | Азербайджан (B) | 3    | 2   | 0  | 0  | 1   | 13 | 10 | +3  | 6    |
| 3 | Іспанія (B)     | 3    | 1   | 0  | 0  | 2   | 14 | 4  | 0   | 3    |
| 4 | Туреччина (В)   | 3    | 0   | 0  | 0  | 3   | 8  | 17 | -9  | 0    |

(K) - Команда кваліфікувалася на чемпіонат світу

(В) - Команда втратила шанси на вихід до чемпіонату світу

## Плей-оф

### Плей-оф за 13-16 місця

#### Півфінали
| 10 вересня 2016 09:00 |

| Туреччина                                                          | 7–1          | Молдова     |
| ------------------------------------------------------------------ | ------------ | ----------- |
| Кескін 1', 2', 22', 36' Терціоглу 12' (p) Йесілермак 29' Багчі 33' | Протокол(ru) | 34' Йордакі |

| Арбітр: Роман Борисов |

| 10 вересня 2016 10:15 |

| Угорщина | 0–6          | Греція                                                                                      |
| -------- | ------------ | ------------------------------------------------------------------------------------------- |
|          | Протокол(ru) | 2' (аг) Генчлер 11' Каракасіс 26', 36' Тріантафіллідіс 29' Папаефстратіу 32' Папастатопулос |

| Арбітр: Володимир Ташков |

#### Матч за 15-те місце
| 10 вересня 2016                                   | Молдова                                     | 4–4 дч (3–4 пен.)                               | Угорщина                               | {{{стадіон}}} |  |
| 10:15                                             | Подлєснов 10', 29' Ніколасчус 15' Ігнат 31' |                                                 | 15', 29', 35' Чочанскі 23' Сентеш-Біро |               |  |
|                                                   |                                             | Пенальті                                        |                                        |               |  |
| Іордачі · Негара · Ігнат · Подлєснов · Ніколайчуч |                                             | Чочанскі · Турош · Сентеш-Біро · Беркеш · Рутой |                                        |               |  |
|                                                   |                                             |                                                 |                                        |               |  |

#### Матч за 13-те місце
| 11 вересня 2016 10:15 |

| Туреччина                                             | 7–5 | Греція                                                           |
| ----------------------------------------------------- | --- | ---------------------------------------------------------------- |
| Кескін 7', 9', 33' Баріс 13', 27', 31' Йесилермак 36' |     | 7' Кафантаріс 19', 22' Арістеїдіс 25' Тріантафіллідіс 33' Лігнос |

|  |

### Плей-оф за 9-12 місця

#### Півфінали
| 10 вересня 2016 11:30 |

| Білорусь                       | 2–4          | Іспанія                                  |
| ------------------------------ | ------------ | ---------------------------------------- |
| Шяумановський 21' Самсонов 26' | Протокол(ru) | 3', 9' Ллоренс 24' Хуанма 35' Е. Каррера |

| Арбітр: Маноло Піккйо |

| 10 вересня 2016                                              | Україна                 | 2–2 (3–2 пен.)                                      | Німеччина                | {{{стадіон}}} |  |
| 12:45                                                        | Корнійчук 6' Щериця 16' | Протокол(ru)                                        | 16' Бірманн 22' Кеппінйо |               |  |
|                                                              |                         | Пенальті                                            |                          |               |  |
| Медвед · Глуцький · Пантелейчук · Корнійчук · Пачев · Рябчук |                         | Бірманн · Тюрк · Ромріг · Кеппінйо · Мйонх · Бегірі |                          |               |  |
|                                                              |                         |                                                     |                          |               |  |

#### Матч за 11-те місце
| 11 вересня 2016 11:30 |

| Німеччина  | 1–2 | Білорусь             |
| ---------- | --- | -------------------- |
| Бегірі 15' |     | 1', 2' Шаумяновський |

| Арбітр: Соф'єн Беншабан |

#### Матч за 9-те місце
| 11 вересня 2016 12:45 |

| Україна         | 1–3 | Іспанія                        |
| --------------- | --- | ------------------------------ |
| Пантелейчук 12' |     | 14' Рауль Меріда 23', 24' Чікі |

| Арбітр: Торстен Гюнтер |

### Плей-оф за 5-8 місця

#### Півфінали
| 10 вересня 2016 14:00 |

| Росія                                                                                          | 9–3          | Франція                          |
| ---------------------------------------------------------------------------------------------- | ------------ | -------------------------------- |
| Макаров 1', 12' Крашенников 6', 18' Горщинський 12' Шишин 20', 22' Ілінський 29' Ніконоров 32' | Протокол(ru) | 1' Бельоме 23'Фішер 31' Баскайсе |

| Арбітр: Португалія Антоніо Жоакім Перейра Алмейда |

| 10 вересня 2016 15:15 |

| Азербайджан                            | 3–4          | Чехія                                |
| -------------------------------------- | ------------ | ------------------------------------ |
| А.Зейналов 6' Назаров 34' Р. Алієв 36' | Протокол(ru) | 6', 34' Коварик 22' Салак 23' Чалупа |

| Арбітр: Джонні Маттіколлі |

#### Матч за 7-е місце
| 11 вересня 2016 14:00 |

| Франція                                   | 4–3 | Азербайджан                                  |
| ----------------------------------------- | --- | -------------------------------------------- |
| Анджелетті 4', 18' Баскайсе 18' Бізот 27' |     | Султанов 12' А. Зейналов 19' Аллахгулієв 23' |

| Арбітр: Чаба Баги |

#### Матч за 5-те місце
| 11 вересня 2016 15:15 |

| Росія                                                     | 5–1 | Чехія      |
| --------------------------------------------------------- | --- | ---------- |
| Крашенніков 4' Шкарін 10' Макаров 18', 31' Папоротний 21' |     | 14' Вихнал |

| Арбітр: Жуде Амін Утулу |

### Плей-оф за 1-4 місце

#### Півфінали
| 10 вересня 2016 16:30 |

| Португалія | 1–3      | Швейцарія                    |
| ---------- | -------- | ---------------------------- |
| Маджер 25' | Звіт(ru) | 6', 29' Станковіч 25' Годель |

| Арбітр: Жуде Амін Утулу |

| 10 вересня 2016 17:15 |

| Італія                     | 2–3 дч   | Польща                               |
| -------------------------- | -------- | ------------------------------------ |
| Ді Пальма 5' Пальмаччі 29' | Звіт(ru) | 8' Сагановскі 9' Зйобер 39' Кіпчарек |

|  |

#### Матч за 3-тє місце
| 11 вересня 2016 16:30 |

| Італія                    | 3–8 | Португалія                                                               |
| ------------------------- | --- | ------------------------------------------------------------------------ |
| Горі 3', 19' Рамаччоті 9' |     | 4', 35' Бе Мартінс 14' Кавальканті 18', 18' Коімбра 19', 21', 34' Маджер |

| Арбітр: Лауринас Арцуолаїтіс |

#### Фінал
| 11 вересня 2016 17:45 |

| Польща                                                      | 6–3 | Швейцарія              |
| ----------------------------------------------------------- | --- | ---------------------- |
| Єсіоновскі 2', 18' Зьобер 9' Сагановскі 26', 36' Ленарт 36' |     | 5', 24', 33' Станковіч |

| Біч Арена дель Фаро ді Єзоло, Єзоло Арбітр: Володимир Ташков |